# Saint-Pierre-lès-Elbeuf
Saint-Pierre-lès-Elbeuf ist eine französische Gemeinde mit 8295 Einwohnern (Stand: 1. Januar 2022) im Département Seine-Maritime in der Region Normandie. Sie gehört zum Arrondissement Rouen und zum Kanton Caudebec-lès-Elbeuf. Die Einwohner des Ortes heißen Saint-Pierrais bzw. Pierrotin.

## Geografie
Saint-Pierre-lès-Elbeuf liegt an einem Seinebogen, in den hier die Eure und das Flüsschen Oison einmünden. Umgeben wird es von den Nachbargemeinden Saint-Aubin-lès-Elbeuf im Norden, Freneuse im Nordosten, Martot (Département Eure) im Osten, La Haye-Malherbe (Département Eure) und Saint-Didier-des-Bois (Département Eure) im Süden, Saint-Cyr-la-Campagne (Département Eure) und Elbeuf im Südwesten sowie Caudebec-lès-Elbeuf im Westen.

## Geschichte
Saint-Pierre-lès-Elbeuf entstand 1857 aus einem Teil der Gemeinde Caudebec-lès-Elbeuf mit der früheren Gemeinde Saint-Pierre-du-Lierroult.

### Bevölkerungsentwicklung
- 1962: 3601
- 1968: 4456
- 1975: 6449
- 1982: 7994
- 1990: 8411
- 1999: 8417
- 2006: 8339
- 2018: 8305

## Sehenswürdigkeiten
- Château du Parc aus dem 18. Jahrhundert
- Kirchen Saint-Pierre und Saint-Louis, beide aus dem 19. Jahrhundert

## Gemeindepartnerschaft
Mit der italienischen Stadt Rieti im Latium besteht eine Partnerschaft.